# 大廻小廻山城
大廻小廻山城（おおめぐりこめぐりさんじょう/おおめぐりこめぐりやまじょう、築地山城<ついじさんじょう>）は、備前国上道郡の大廻・小廻山（現在の岡山県岡山市東区草ヶ部・瀬戸町観音寺・瀬戸町笹岡）にあった日本の古代山城（分類は神籠石系山城）。城跡は国の史跡に指定されている。

## 概要
岡山市北東部、独立小山塊の大廻・小廻山（小廻山山塊、標高199メートル）の山上に築城された古代山城である。文献に記載が見えない古代山城（いわゆる神籠石系山城）の1つで、現在一般的な山名を冠する城名は後世の命名による。城は大廻・小廻山の山上に土塁を巡らすことによって構築されており、特に3ヶ所の谷部では石塁の水門の構築が認められている。
城跡域は2005年（平成17年）に国の史跡に指定されている。それに先立つ1984-1988年度（昭和59-63年度）には岡山市教育委員会による発掘調査が実施されている。

## 歴史

### 古代
大廻小廻山城は文献上に記載のない城であるため、城名・築城時期・性格等は明らかでない。天智天皇2年（663年）の白村江の戦い頃の朝鮮半島での政治的緊張が高まった時期には、九州地方北部・瀬戸内地方・近畿地方において古代山城の築城が見られており、大廻小廻山城もその1つに比定される。発掘調査では当時期に該当する土器片が検出されている。当地は古代には備前国上道郡日下郷に属し、立地としては北方の山陽道、西方の備前国府、南方の岩間津（備前国の国府津か）を抑える要衝になる。なお岡山県の古代山城としては、大廻小廻山城のほかに備中国の鬼ノ城（岡山県総社市、神籠石系山城）も知られる。

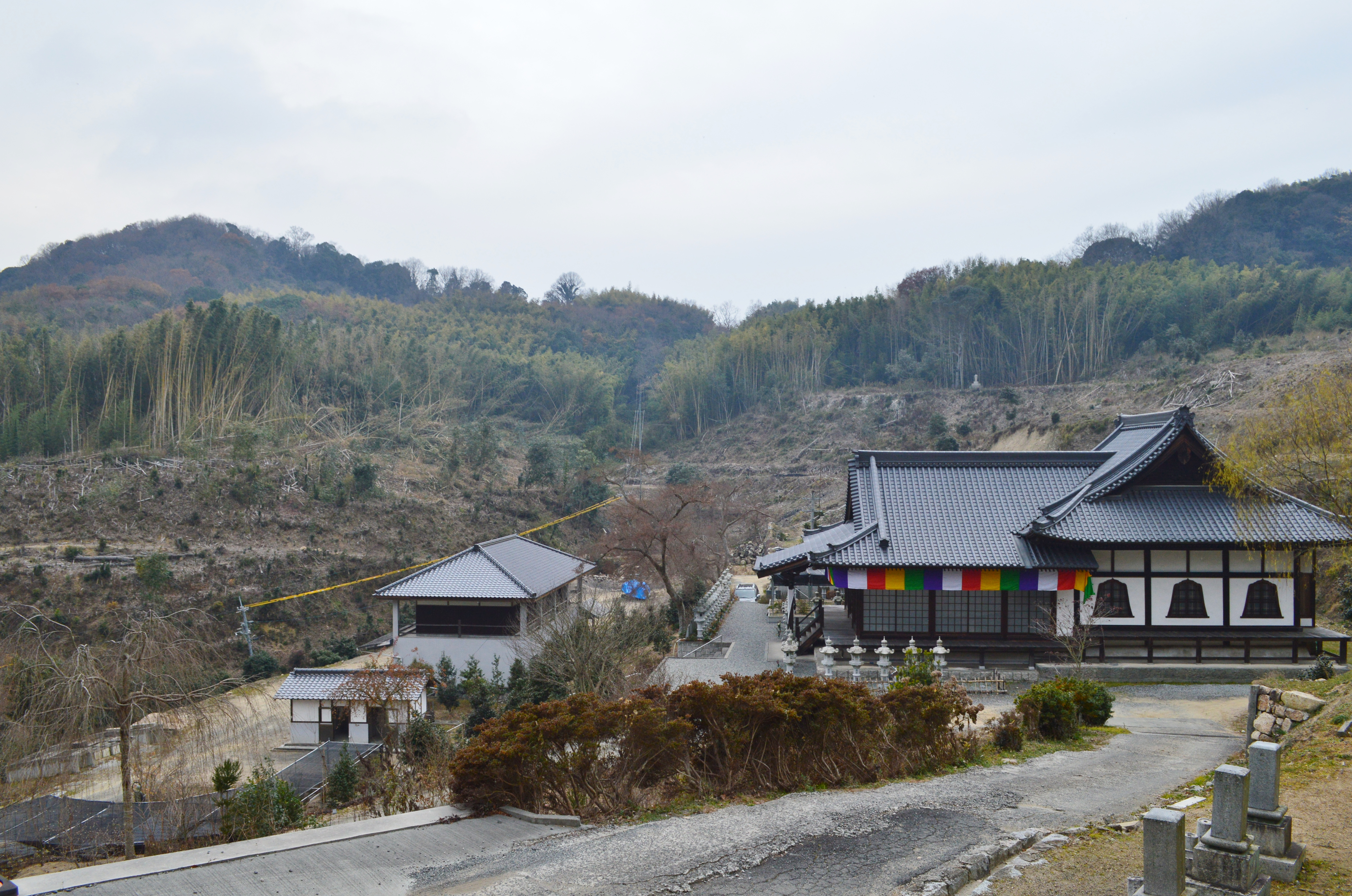
常楽寺と小廻山頂（左上）

大廻小廻山城に関連する施設としては、付近に建立された築地山常楽寺がある。この常楽寺は、寺伝では天平勝宝元年（749年）、実際には平安時代後期頃の開基とされる寺院で、山号の「築地」は山城遺構を意識した名称と見られる。しかしながら、他の古代山城のような「キ（城）」の読みを含む名称は周辺地名を含めても失われているため、常楽寺開基までには廃城して城の記憶も一旦失われたと推測される。

### 中世・近世
中世期の城域に関しては、室町時代の多数の線刻石仏が城域内から出土していることから、常楽寺が宗教施設として使用したと推測される。
江戸時代においても大廻小廻山城の一帯は、常楽寺の持山として推移している。『撮要録』では安永4年（1775年）の山論の際に「築地山四天屋敷之古跡」と見える。

### 近代以降
近代以降については次の通り。
- 明治期、小廻山山塊の国有林化[5]。
- 1940年（昭和15年）刊の『赤磐郡誌』で、荒木誠一が「小廻城址」として古代山城跡の可能性を指摘[5][2]。
- 戦後、1946年（昭和21年）頃から小廻山山塊の開拓[5][2]。
- その後、長光徳和が古代山城跡の可能性を再提起[5]。
- 1973年（昭和48年）、埋蔵文化財分布調査に伴う現地踏査。古代山城跡と判明（岡山市教育委員会）[8][2]。
- 1984-1988年度（昭和59-63年度）、発掘調査（岡山市教育委員会、1989年に報告書刊行）[5][2]。
- 2005年（平成17年）3月2日、国の史跡に指定[1]。

## 遺構

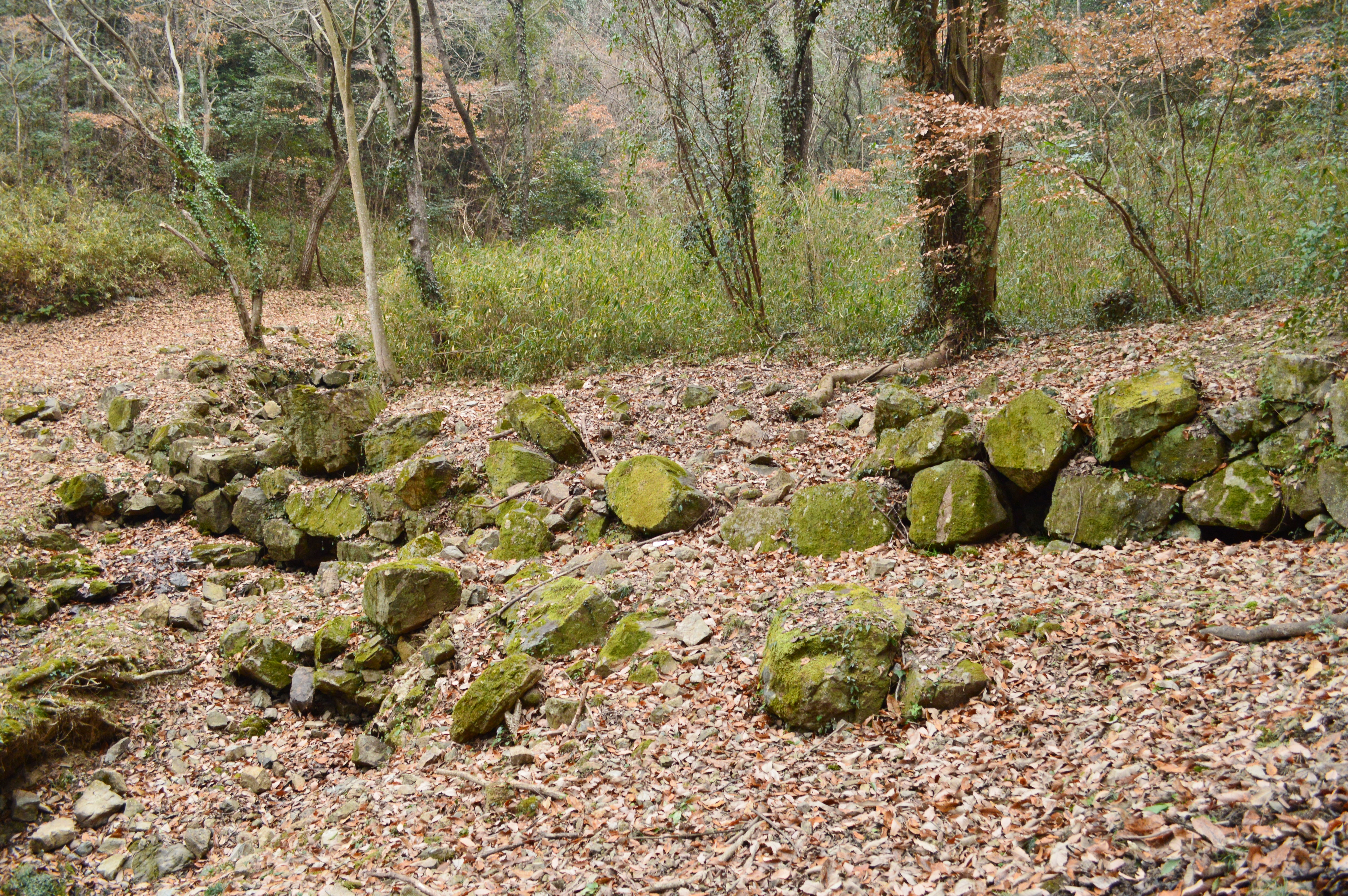
一の木戸（水門）

城壁
城壁は全周3.2キロメートル（域内面積約38.6ヘクタール）。小廻山山頂（北緯34度43分11.28秒 東経134度1分23.13秒 / 北緯34.7198000度 東経134.0230917度）から大廻山山頂（北緯34度43分25.12秒 東経134度1分19.36秒 / 北緯34.7236444度 東経134.0220444度）など峰々を巡り、谷3ヶ所を取り込んで一周する。基本的には内托式の土塁とし、3ヶ所の谷部では石塁の水門とする。土塁は列石の上に版築によって構築される。
水門
前述のように水門は3ヶ所が認められる。いずれも石塁で構築され、それぞれ「一の木戸」（北緯34度43分15.79秒 東経134度1分4.09秒 / 北緯34.7210528度 東経134.0178028度）・「二の木戸」（北緯34度43分12.34秒 東経134度1分1.59秒 / 北緯34.7200944度 東経134.0171083度）・「三の木戸」（北緯34度43分2.31秒 東経134度1分8.53秒 / 北緯34.7173083度 東経134.0190361度）と称される。いずれも半壊・半埋没状態であるが、一の木戸は全長（正面幅）27メートル・高さ1.8メートル、二の木戸は全長13メートル・高さ1メートル、三の木戸は全長25メートル・高さ1メートルを測る。一の木戸が最も良い遺存状態で、現状では石積4段を残すが、構築当初はその上にさらに3-4段の石積と土塁を伴い、規模は幅6メートル・高さ5-6メートル程度であったと推測される。
城門は未確定で、一の木戸北縁や三の木戸そばなどの候補地は挙げられるが検出には至っていない。また建物跡も未検出であるが、小廻山山頂部の平坦地などに存在が推測される。小廻山山頂は城内最高地でもあるため、烽火台の設置を推測する説もある。

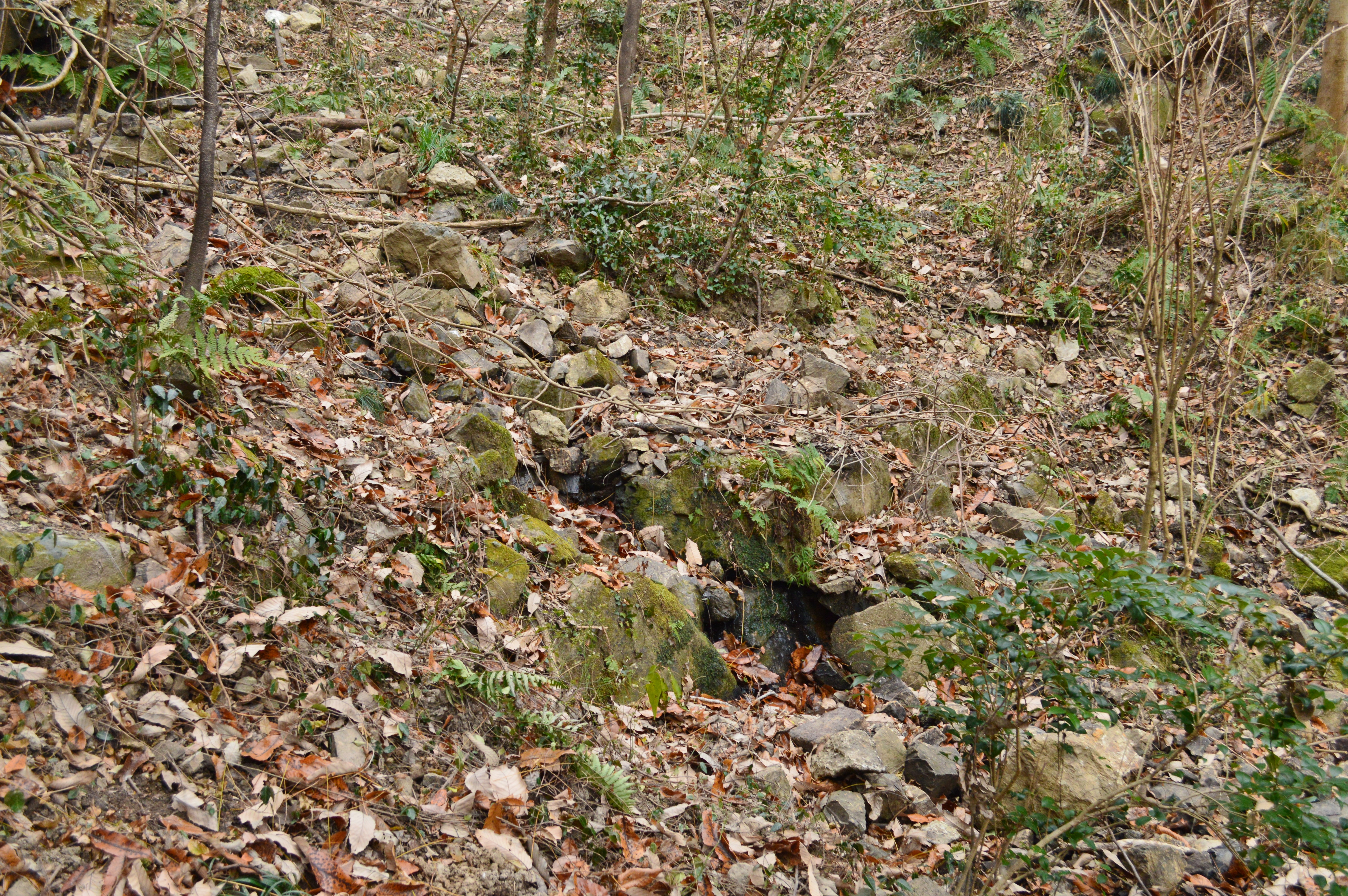
二の木戸（水門）
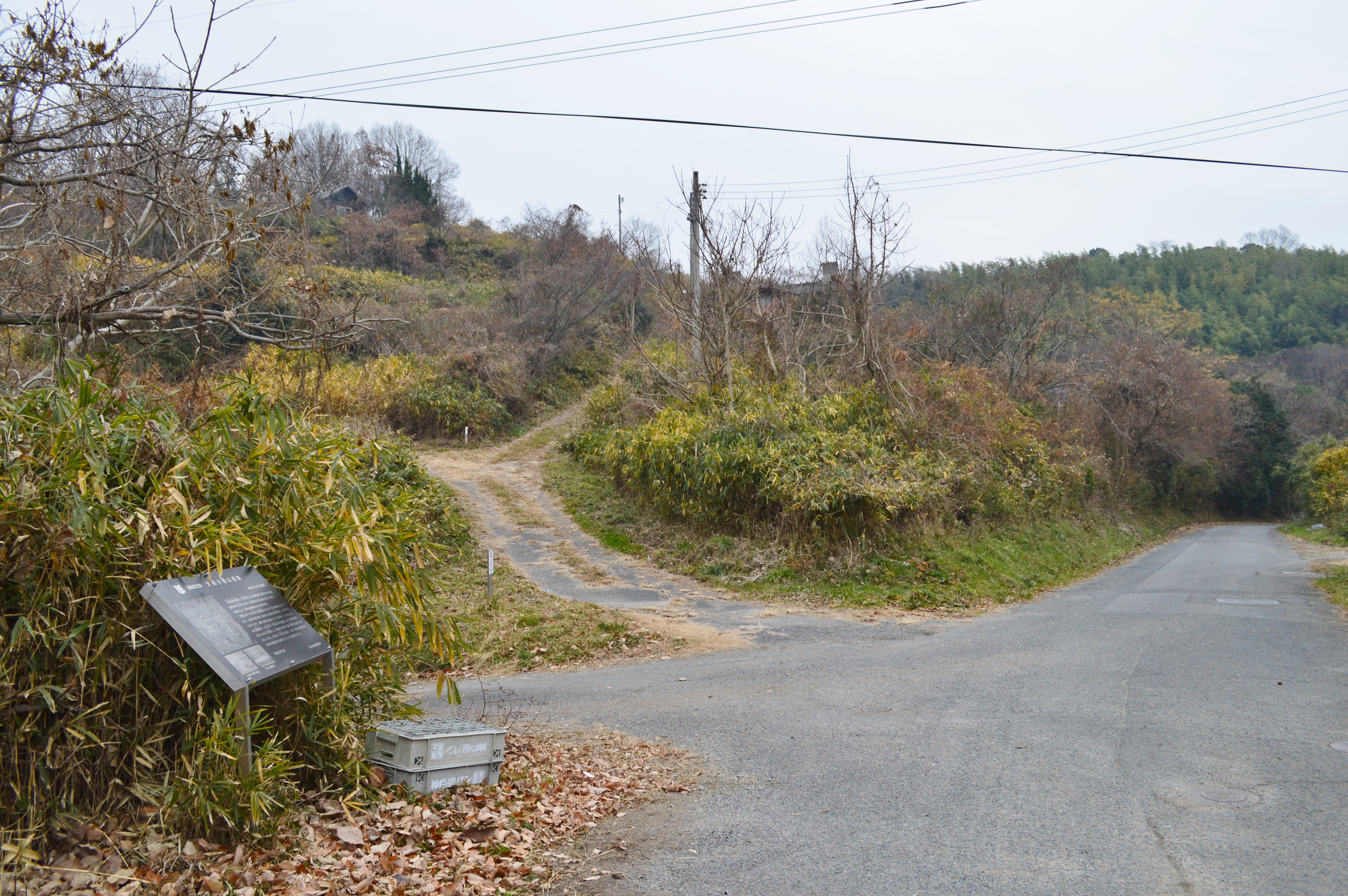
土塁 想定土塁線は画像右端から説明板前で折れて右の道の左脇へ続く。
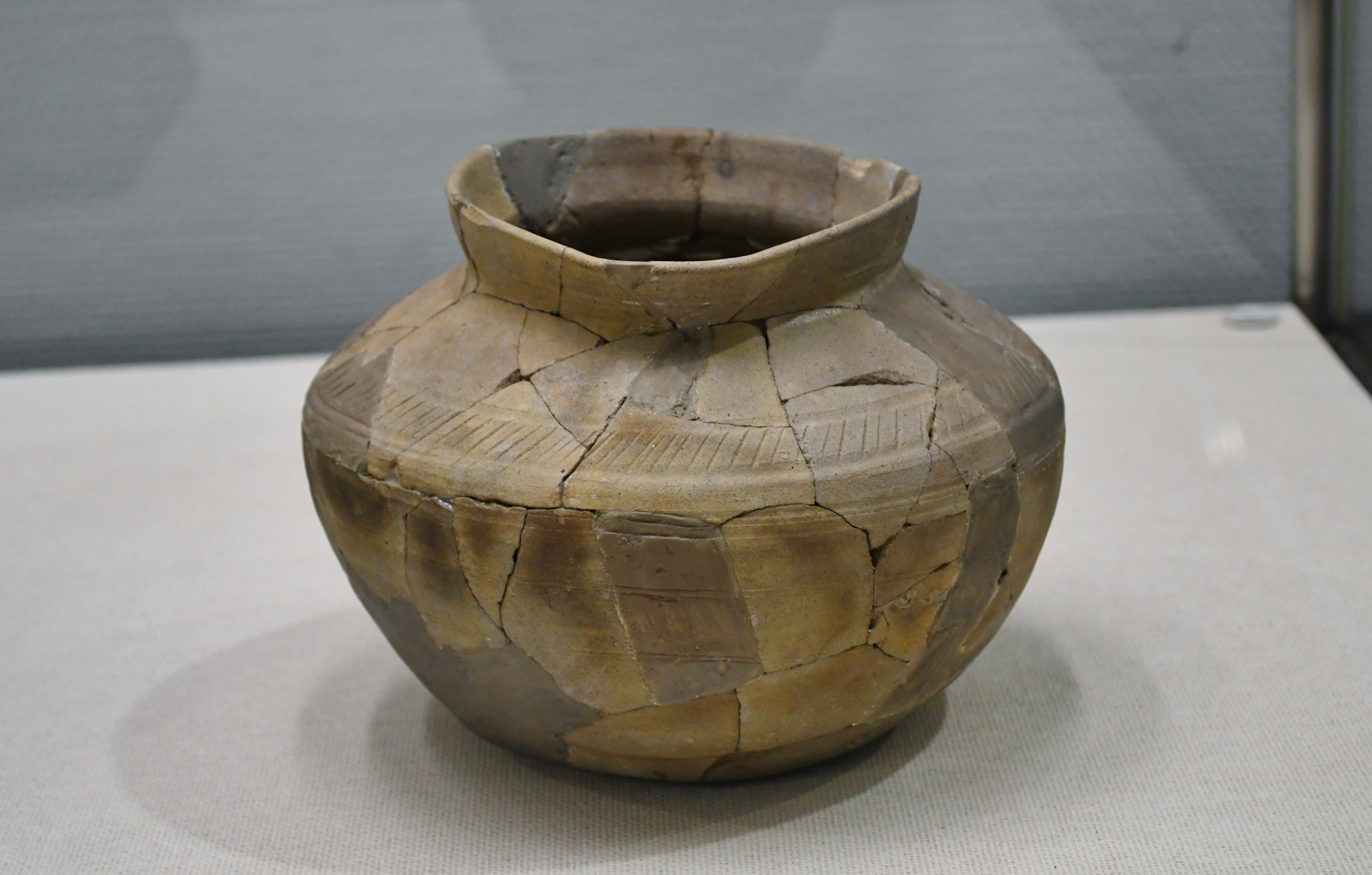
須恵器 短頸壺 岡山シティミュージアム企画展示時に撮影。

## 文化財

### 国の史跡
- 大廻小廻山城跡 - 2005年（平成17年）3月2日指定[1]。

## 現地情報
所在地
- 岡山県岡山市東区草ヶ部・瀬戸町観音寺・瀬戸町笹岡

交通アクセス
- 鉄道：西日本旅客鉄道（JR西日本）山陽本線 瀬戸駅（徒歩約50分）[7]

周辺
- 両宮山古墳群
  - 両宮山古墳 - 国の史跡。
- 備前国分寺跡 - 国の史跡。
- 備前国分尼寺跡

## 関連文献
（記事執筆に使用していない関連文献）
- 『大廻小廻山城跡の謎に迫る -吉備最大の古代山城 国指定記念シンポジウム記録-』岡山市教育委員会、2006年。